# Rui Viotti
Rui Villara Viotti (Caxambu, 26 de setembro de 1929 — São Paulo, 7 de setembro de 2009) foi um jornalista e locutor esportivo brasileiro.

## Carreira
Rui Viotti iniciou a carreira como locutor esportivo em sua cidade natal, na Rádio Caxambu, com apenas 15 anos de idade. Em 1949, mudou-se para o Rio de Janeiro, onde foi um dos três vencedores de um concurso coordenado por Ary Barroso, para substituí-lo na Rádio Tupi. Participou das transmissões esportivas da rádio. 
Permaneceu por pouco tempo na Rádio Tupi, transferindo-se em seguida para a Rádio Nacional e, posteriormente, para a Rádio Tamoio, onde realizou a cobertura da Copa do Mundo de 1950, no Brasil. Participou do processo de implantação da televisão no país. Em meados da década de 1950, conciliava o trabalho da rádio com o da TV Tupi. Até apresentar seu próprio programa, sobre notícias esportivas, chegou a exercer as funções de caboman e cinegrafista. Em 1956, recebeu o Troféu Antenas de Prata, na categoria Melhor Narrador Esportivo.
Em 1960, narrou pela TV Brasília ao vivo para as emissoras associadas de Minas Gerais, São Paulo e Rio de Janeiro a transmissão da inauguração de Brasília.
Entre 1962 e 1966, abandonou a televisão para trabalhar no mercado publicitário, na agência McCann Erikson. Em 1967 esteve na direção comercial da TV Rio, onde, juntamente com o diretor artístico Carlos Manga, implementaram uma programação de sucesso, incluindo nomes como Chacrinha e Roberto Carlos. Após breve passagem pela TV Bandeirantes, onde ocupou o cargo de diretor comercial da rede, retornou à TV Tupi em 1970, para ocupar o cargo de diretor de programação. Em 1973, recebeu o convite para assumir a direção de esportes da Rede Globo. Na emissora, foi um dos criadores do programa Esporte Espetacular e responsável pela organização da transmissão da Copa do Mundo de 1974, na Alemanha, no último ano em que atuou na emissora. 
Em 1976, realizou a primeira transmissão de uma partida de tênis internacional para o Brasil, a final individual masculina do Torneio de Wimbledon. Ficou conhecido como a "Voz do Tênis", devido a sua especialidade em narrar jogos do esporte.
Em 1986, assumiu o cargo de diretor de televisão da Koch Tavares, uma das maiores promotoras de eventos esportivos do Brasil. Nesta empresa, criou o Circuito Internacional de Tênis, na televisão aberta, com 16 transmissões anuais dos maiores torneios de tênis do calendário profissional, incluindo os quatro eventos do Grand Slam.
Posteriormente, realizou as transmissões de torneios de tênis pela Rede Manchete e RecordTV. Narrou todas as três conquistas de Gustavo Kuerten em Roland Garros, nos anos de 1997, 2000 e 2001. A final de Roland Garros de 1997 foi a maior audiência alcançada pela TV Manchete em eventos esportivos. Com o final dos contratos com a televisão aberta, Rui Viotti se aposentou. Mais tarde, com problemas de saúde, só voltou a trabalhar para a BandSports em 2009, tendo narrado o torneio de Campos do Jordão em julho e vários torneios ATP e WTA da temporada. 
Faleceu em 7 de setembro de 2009, aos 79 anos em São Paulo, vítima de falência múltipla dos órgãos, em decorrência de uma infecção generalizada.